# Молдино (озеро)
Мо́лдино — озеро в Удомельском городском округе на севере Тверской области России, в 17 км к юго-востоку от города Удомля. Озеро принадлежит бассейну Каспийского моря, из него вытекает река Молдинка, приток Волчины, впадающей, в свою очередь, в Мологу.
Площадь озера Молдино — 5,16 км², длина — 7 км, максимальная ширина — 2,97 км. Высота над уровнем моря — 154,6 м, наибольшая глубина (в широкой части, напротив села Шептуново) — 10,5 метра, средняя глубина — 3,81 метра. Площадь водосборного бассейна — 92,2 км².
Озеро вытянуто с севера на юг, оно узкое и длинное. Вода чистая. На озере несколько островов и полуостровов. В озеро впадает несколько ручьёв, а в северной части впадает река Меглич; с юга вытекает река Молдинка.
Дно и берега песчаные, на берегах много дубовых рощ. На озере расположились несколько деревень, на южном берегу озера стоит село Молдино. Озеро привлекательно для туристов и рыбаков. В озере водятся лещ, плотва, окунь, щука.

## В культуре
Живописные берега озера и красота водоёма издавна привлекали к себе внимание русских живописцев. Озеро изображено на полотнах С. Ю. Жуковского и Г. В. Сороки.